# Planisfero di Pesaro

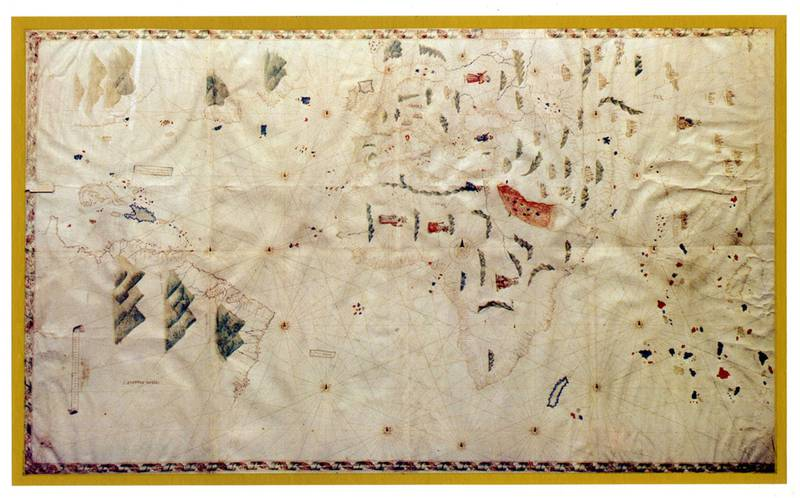
Il planisfero di Pesaro.

Il planisfero di Pesaro, disegnato verso il 1505, è presumibilmente la prima carta a presentare la dicitura «Nuovo Mondo», in seguito alle recenti scoperte dei portoghesi e degli spagnoli. È conservato nella Biblioteca e Musei Olivierani di Pesaro, in Italia.

## Descrizione

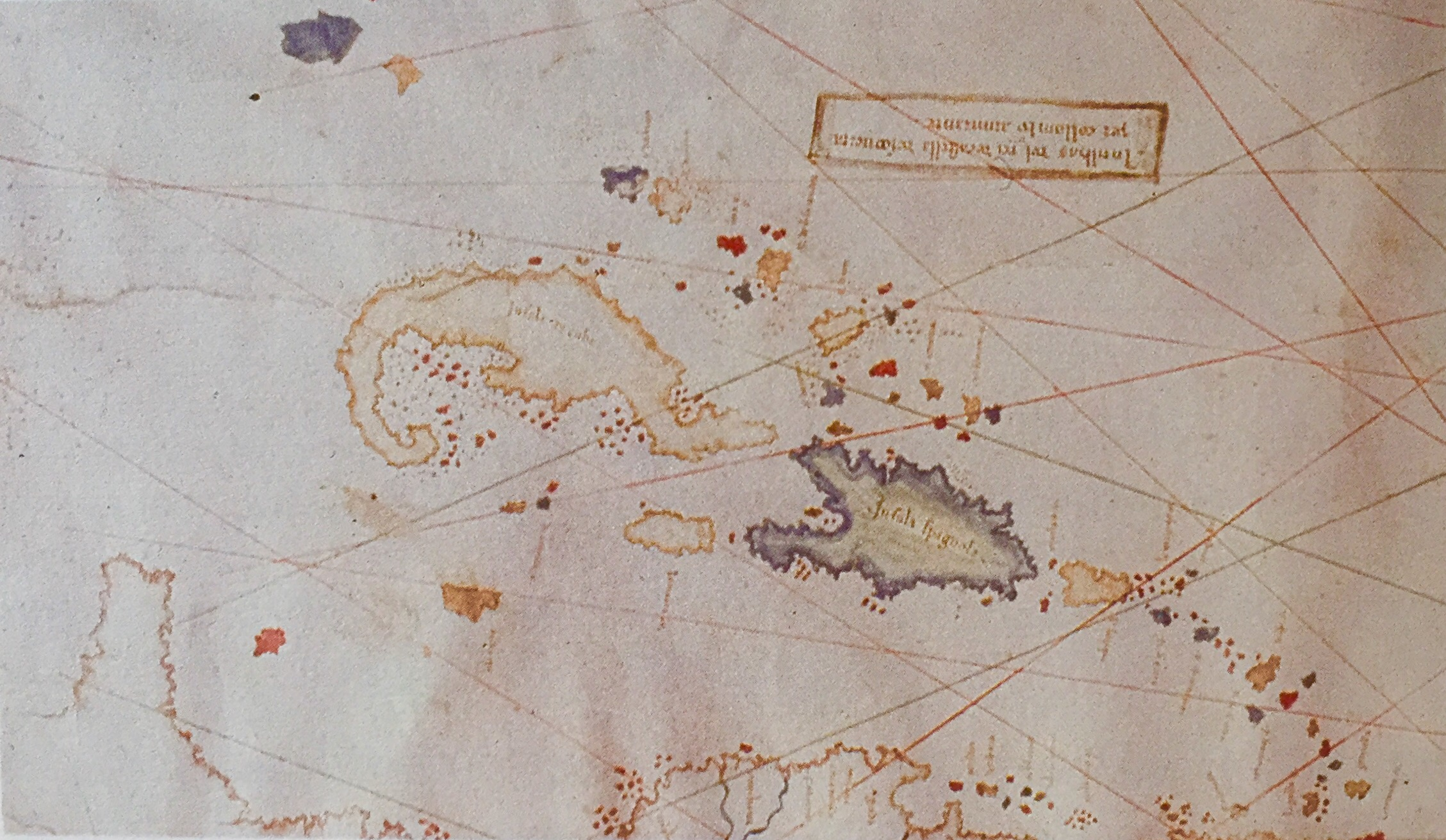
Dettaglio della regione dei Caraibi sul planisfero.

Il planisfero misura 114 × 197 centimetri ed è disegnato su una striscia di pergamena di 122 × 206 cm. Non è né datato né firmato. Il suo stile è simile a quello di un altro planisfero, realizzato da Vesconte Maggiolo di Genova. Le legende sono in latino, ma soprattutto in portoghese.
In esso è rappresentato un tratto di costa dell'America del Sud notevolmente più lungo rispetto alle carte precedenti. In particolare, vi troviamo il Río de la Plata alla stessa latitudine della parte meridionale dell'Africa, e a sud di esso la costa prosegue per un'altra decina di gradi. Se la carta fosse stata disegnata verso il 1505, essa avvalorerebbe la tesi secondo cui Amerigo Vespucci avrebbe esplorato per la prima volta la costa dell'America del Sud fino a 50 gradi sud, molto prima di Juan Díaz de Solís. La scritta MUNDUS NOUUS compare all'interno del continente. Questo termine fu usato per la prima volta nel 1504, in una lettera eponima attribuita a Vespucci, ma che potrebbe essere stata scritta da un altro. L'unica altra carta conosciuta di questo periodo su cui compare la stessa dicitura è il planisfero di Ruysch.
La costa occidentale dell'America non è rappresentata, così come la costa cinese, e questo non permette di determinare se l'America sia fusa con l'Asia, come nel caso del planisfero di Ruysch o di Contarini. L'assenza di un confine ad est della carta potrebbe essere deliberato, o solamente dovuto alla perdita di una parte di essa.
Le isole dei Caraibi somigliano a quelle della carta di Juan de la Cosa; vi ritroviamo in particolare il «gancio» nella parte sud-occidentale di Cuba.
L'America del Nord è rappresentata in tre parti disgiunte, che sono probabilmente la Groenlandia, Terranova e la Nuova Scozia.

## Storia
La data di realizzazione della carta non è conosciuta con certezza. R. A. Skelton propende per il 1508-1510, Frederick Pohl stima il 1505-1508, Levillier è convinto che sia più antica del planisfero di Ruysch (1508), e altri propongono date comprese tra il 1504 e il 1508.
Secondo Edward L. Stevenson, questa carta presenterebbe numerosi riscontri con gli appunti di Amerigo Vespucci, tanto da poter essere considerata molto simile a quella del Padron che fu commissionata nel 1508, oggi andata perduta.
Il planisfero fu presentato alla Biblioteca Olivierana dal Marchese Ciro Antaldi Santinelli nel 1904.